# Liste des seigneurs de Beaumanoir
 (juillet 2024).
 (juillet 2024).

## Château de Beaumanoir
Le château de Beaumanoir est édifié par la famille de Beaumanoir au XIIIe siècle.
Après avoir été détruit au XVIe siècle lors des guerres de la Ligue, il est reconstruit en 1628 par la Famille Peschart.
Le château devient en 1700 la propriété de la Famille de Langle, dont la branche portant le nom de Langle-Beaumanoir le détiendra jusqu'en 1947. 
Sur le fronton en arc brisé d'une porte monumentale datée de 1628, sont sculptées les armoiries de la famille de Langle-Beaumanoir. 
L'édifice est vendu au département des Côtes-d'Armor en 1963 et devient un institut de rééducation.

## Familles seigneuriales
Le fief de Beaumanoir, paroisse d'Évran, en qualité de baron, est aux mains des familles suivantes

### Famille de Beaumanoir

Armes de la Famille de Beaumanoir : D'azur aux onze billettes d'argent, posés 4,3,4.

- Hervé de Beaumanoir ( † après le 27 juillet 1214), chevalier banneret (avant 1211), seigneur de Beaumanoir, en 1202, il compte parmi les principaux seigneurs de Bretagne assemblé à Vannes afin de venger l'assassinat du duc Arthur Ier, et en 1214, parmi les 38 chevaliers bannerets bretons présents à la bataille de Bouvines,

- Geoffroy de Beaumanoir ( † après 1225), seigneur de Beaumanoir, il est présent aux états de Bretagne de 1202, et aux côtés de Pierre Mauclerc à la création de Saint-Aubin-du-Cormier en 1225,

- Robert Ier de Beaumanoir, seigneur de Beaumanoir,

- Jean Ier de Beaumanoir ( † après 1294), seigneur de Beaumanoir,

- Jean II de Beaumanoir ( † après 1294), seigneur de Beaumanoir,

- Jean III de Beaumanoir, seigneur de Beaumanoir, de Merdrignac et de La Hardouinaye,

- Jean IV de Beaumanoir ( † avant le 9 février 1367), seigneur de Beaumanoir, de Merdrignac et de La Hardouinaye, maréchal de Bretagne au service de Charles de Blois, chef des Bretons au Combat des Trente,

- Jean V de Beaumanoir ( † Assassiné le 14 février 1385, sur ordre de Pierre de Tournemine, seigneur de La Hunaudaye), chevalier banneret, seigneur de Beaumanoir, de Merdrignac et de La Hardouinaye, chambellan du roi de France, mort sans postérité,

- Robert II de Beaumanoir ( † 16 juillet 1407), seigneur de Beaumanoir, de Merdrignac et de La Hardouinaye, maréchal de Bretagne[2], mort sans alliance, ni postérité,

- Jeanne ( † 1399), dame héritière (de ses deux demi-frères) de Beaumanoir, de Merdrignac et de La Hardouinaye, 
mariée à Charles de Dinan ( † 1418), seigneur de Montafilan et de Châteaubriant,

## Maison de Dinan, Branche de Montafilant

Armes supposées de Jacques de Dinan : Ecartelé : 1 et 4, de gueules, à la fasce de quatre fusées d'hermine, accompagnée de six tourteaux du même (3 et 3) (Dinan) ; 2 et 3, d'azur à onze billettes d argent posées 4.3.4 (Beaumanoir). Cimier : peut-être, comme son père et son frère, un chapeau de gueules rebrassé d hermine et sommé d un vol d hermine doublé de gueules. Lambrequins de gueules doublés d hermine.

- Jacques de Dinan ( † 30 avril 1444), chevalier banneret, seigneur de Beaumanoir, de Montafilant, et du Bodister, capitaine de Josselin, gouverneur des ville et Château de Sablé, grand bouteiller de France
marié le 22 février 1429 (Château de La Chèze) à Catherine (vers 1425 † après le 24 mars 1471), fille de Alain IX (1382 † 20 mars 1462 - Château de La Chèze), vicomte de Rohan, dont :
Françoise, Dame de Chateaubriant, et de Beaumanoir,

- Bertrand de Dinan ( † 21 mai 1444), chevalier banneret, seigneur de Châteaubriant, de Vioreau, de Beaumanoir, de Montafilant, du Bodister et des Huguetières, châtelain du Désert, maréchal de Bretagne, chambellan du duc de Bretagne, frère du précédent,

- Françoise de Dinan (20 novembre 1436 - Manoir de la Roche-Suhart en Trémuson † 3 janvier 1499 - Châteaubriant, inhumée au Couvent des Dominicains à Nantes)), Dame de Chateaubriant, de Beaumanoir, du Guildo, de Montafilan, de Candé, de Vioreau, des Huguetières, du Bodister de La Hardouinaye, de Montafilant, et du Bodister, gouvernante de Anne de Bretagne,
mariée (convoitée et enlevée) en 1444 à Gilles de Bretagne (1420 † 1450), seigneur de Chantocé, frère des ducs de Bretagne François Ier (1414 † 1450) et Pierre II (1418 † 1457)  (mariage sans postérité), puis,
fiancée en 1450 à Guy XV de Laval, puis,
mariée en février 1451 (Vitré) à Guy XIV de Laval, père du précédent,
mariée clandestinement en 1494 avec Jean de Proisy, noble de Picardie.

## Maison de Montfort-Laval, branche de Châteaubriant
- Guy XIV de Laval (28 janvier 1406 - 2 septembre 1486), comte de Laval, baron de Vitré et de La Roche-Bernard, seigneur de Gavre, d'Acquigny, de Tinténiac, de Montfort et Gaël, de Bécherel, etc.
marié en février 1451 (Vitré) à Françoise de Dinan (20 novembre 1436 - Manoir de la Roche-Suhart en Trémuson † 3 janvier 1499 - Châteaubriant, inhumée au Couvent des Dominicains à Nantes)), Dame de Chateaubriant, de Beaumanoir, du Guildo, de Montafilan, de Candé, de Vioreau, des Huguetières, du Bodister et de La Hardouinaye, gouvernante de Anne de Bretagne, dont :
Pierre ( † 1475 - Nantes), seigneur de Montafilan, sans postérité,
François, baron de Châteaubriant et de Derval, puis de Montafilan,
Jacques, seigneur de Beaumanoir,

- Jacques de Laval-Châteaubriant ( † 23 avril 1502), seigneur de Beaumanoir,
enfant :
François ( † 1522), sans postérité,

- François de Laval-Châteaubriant (octobre 1464 - Châteaubriant † 15 janvier 1503 - Amboise), baron de Châteaubriant et de Derval, puis de Montafilan, seigneur de Vioreau, de Beaumanoir, de Merdrignac, de Candé, et de La Hardouinaye, châtelain du Désert, chevalier de l'ordre du roi,
marié le 31 août 1482 à Françoise ( † 15 octobre 1532), dame de Malestroit, de Largouët, de Derval, de Rougé, et de Châteaugiron, fille de Jean IV, 18e seigneur de Rieux, baron de Malestroit et d'Ancenis, seigneur de Cranhac, de Rochefort, comte d'Aumale, comte d'Harcourt (en Normandie), vicomte de Donges, seigneur de Couëron, de Largoët, de Châteaugiron, de Derval, de La Bellière et 13e seigneur de Rougé, maréchal de Bretagne, Lieutenant-général du roi en Bretagne, dont :
Jean (janvier 1486 † 11 février 1543), Baron de Châteaubriant, de Malestroit, et de Derval, seigneur de Rougé, de Châteaugiron, de Teillay, de Jans, de Guémené-Penfao, de Nozay, de Beauregard, de Martigné-Ferchaud, de Candé, châtelain du Désert, chevalier de l'ordre du roi, gouverneur et lieutenant-général du roi en Bretagne, amiral de Bretagne,
marié en 1509 à Françoise de Foix ( † 16 octobre 1537), l’une des favorites de François Ier, dont :
Un unique enfant, une fille prénommée Anne, naît en 1508 et meurt à l’âge de 13 ans,
Pierre (1er février 1489 † 8 novembre 1521), seigneur de Montafilant et de Sion, épouse Françoise Tournemine, dame de la Hunaudaye Saffré et Sion notaire Royal à Jaujac (Ardèche) il eut
Marguerite de Laval 1520/1600 épouse Pierre d'Abrigeon seigneur de Laval des Chapuys
Fait baron de Jagonas par mariage
Un des fils de Pierre d'Abrigeon, Gaspard sera fait Marquis de Mézilhac à la demande François II de Coligny son cousin à titre posthume au Roi de Navarre future Henri IV
Ce fils Capitaine d'Abrigeon Gaspard  seigneur de Chambonnas Marquis de Mézilhiac (1541-1588)  et sera donc remis le titre à son neveu nommé aussi Gaspard d'Abrigeon (1582-1632) qui celui ci lègue le titre de Marquis  à son tuteur et oncle Jehan d'Abrigeon dit le jeune seigneur  de la Chaze, de la Bastide et de Mortesagne  Lieutenant de Prévost écuyer de jaujac (1556-1638)
Qui le lègue à son fils issu de son second mariage avec Marguerite Flandrin de Pourcheyrolles, Timothé seigneur de la Bastide de Mortesagne (1618-1680) et il lègue à son tour le titre à Jacques son fils seigneur de la Bastide de Mortesagne (1665-1728)
Jacques légua les terres de Mortesagne à son fils ainé Timothé d'Abrigeon (1707-1787)  et à Adrien d'Abrigeon son fils cadet (1711-1793) les terres de la Bastides
Thimothé d'Abrigeon léga les terres de Mortesagne à son frère Adrien (1711-1793)
Adrien d'Abrigeon seigneur de la Bastide devenu aussi seigneur de Mortesagne le léga lui à son plus jeune fils Raymond d'Abrigeon de la Bastide de Mortesagne (1755-1811) le titre de Marquis de Mézilhac et en plus du titre de Marquis son arrière arrière petit fils Max récupéra le titre de Baron en 1945 par le SAR Mgr le Prince Nicolas d'Anjou
Le titre fut légué quasiment chaque fois au fils cadet ou dernier de la ligné et ainsi de suite
(Les titres reçu, à titre posthume, n'avaient pas besoins d'être rendu publique et pouvait être remis pas obligatoirement au fils ainé)
Claude  de Laval+1589
Nicolas de Laval +1581

## Famille Peschart

Armes de la Famille Peschart : De gueules à la bande d’or chargée de trois roses d’azur et accompagnée de quatre ducs (ou hiboux) d'argent.

- François Peschart ( † 1649 - Château de La Thébaudaye, inhumé le 6 avril 1649 dans le chanceau de l'église de Saint-Ganton), baron de Beaumanoir, seigneur de Bossac et de Bienassis, gentilhomme ordinaire de la chambre du roi,
marié à Renée de Vaucouleurs, dont :
Jean, baron de Beaumanoir,
Jean-Baptiste, baron de Beaumanoir,
marié à Georgine Tillon ( † avant le 16 décembre 1648), dont :
Gabriel ( † Assassiné[5] le 1er septembre 1692 - Château de La Thébaudaye), seigneur de Bossac et de La Thébaudaye, Chevalier du Mont-Carmel et de Saint-Lazare,
marié le 30 avril 1661 (Nantes) à Renée Dollier de Casson, dont :
au moins sept enfants, deux garçons et cinq filles, baptisés tous à Saint-Étienne de Rennes, dont :
Marie-Louise ( † en 1701 - Versailles), elle essaya en vain de conserver le manoir paternel. Dès 1696 la baronnie de Bossac et la terre de La Thébaudaye furent saisies par les créanciers de son père. Le tout fut vendu judiciairement et acheté par Noël Danycan, très riche armateur de Saint-Malo.

- Jean Peschart ( † 1er août 1634 - Rennes, inhumé le 4 août - Pipriac), baron de Beaumanoir, conseiller et garde-scel au Parlement de Bretagne et à la Chancellerie de Bretagne, il avait fait, avant de mourir, au couvent de Bonne Nouvelle de Rennes, une fondation qu'exécuta son père après son décès.

En 1637, Jean Peschart obtient l'érection de de Bossac et de La Thébaudaye en vicomté. 
- Jean-Baptiste Peschart ( † entre 1649 et 1652), baron de Beaumanoir, conseiller et garde-scel au Parlement de Bretagne et à la Chancellerie de Bretagne,
marié avant le 21 août 1641 à Pétronille Brunet ( † 21 août 1641 - Château de Beaumanoir), sans postérité,
marié le 25 septembre 1643 à Charlotte Martin de La Marandais (11 juin 1625 - Vitré † après le 4 avril 1654), dont :
Joseph, baron de Beaumanoir,

- Joseph Peschart, baron de Beaumanoir,
marié à Suzanne-Marie Riaud de Galisson (vers 1648 † 1676), dont :
Marie-Françoise-Angélique, baronne héritière de Beaumanoir,

- Marie-Françoise-Angélique Peschart de Beaumanoir (vers 1673 † 4 mars 1695 - Rennes), baronne héritière de Beaumanoir,
mariée le 8 août 1686 (Crac’h) à Joseph Le Meneust, dont :
un fils,

## Famille Le Meneust

Armes de la Famille Le Meneust : D'or à la fasce de gueules, chargée d'un léopard d'argent et accompagnée de trois roses de gueules, 2 et 1.

- Joseph Le Meneust (1er décembre 1658 - Nantes † 8 mars 1706), seigneur du Bouédrier et de Bréquigny, conseiller et commissaire aux requêtes au Parlement de Bretagne (1687-1706)
marié le 8 août 1686 (Crac’h) à Marie-Françoise-Angélique Peschart de Beaumanoir (vers 1673 † 4 mars 1695 - Rennes), baronne héritière de Beaumanoir, dont :
un fils, héritier de Beaumanoir,

## Famille de Langle

Armes de la Famille de Langle : D'azur au sautoir d'or cantonné de quatre billettes du même. Sceau de 1402 (Potier de Courcy).

- Louis-François-Joseph de Langle (25 mars 1672 - Rennes † avant le 2 janvier 1751), seigneur de Kermorvan, comte de Beaumanoir, conseiller au Parlement de Bretagne, président à mortier au Parlement de Bretagne,
marié le 3 novembre 1697 (Rennes) à Jeanne-Marie Guillaudeuc, dont :
Louis-Jean-François 1699-1773
Louis-Marie, comte de Beaumanoir, seigneur héritier de Bécherel,
Anne-Thérèse ( † après le 9 mars 1749),
mariée le 10 juillet 1731 (Rennes) à Claude Lefebvre

(1683 † 9 mars 1749 - château de Boisgamats, Les Avenières), sieur de La Faluère, conseiller au Parlement de Bretagne,
- et 12 autres enfants,

- Louis-Jean-François de Langle (4 septembre 1699 - Rennes † 4 mai 1773), comte de Beaumanoir, seigneur héritier de Bécherel, seigneur de la Costardaye et vicomte de Médréac, président à mortier au Parlement de Bretagne,
marié le 6 septembre 1735 (Rennes) à Jeanne-Marie-Céleste de Robien (19 octobre 1719 - Rennes † 5 germinal an VIII - Dinan), dame de Langourla, de la Costardaye et vicomtesse de Médréac, sans postérité,

- Louis-Marie, comte de Beaumanoir, seigneur héritier de Bécherel, dont il fit hommage au roi le 23 décembre 1773 et le 19 février 1777, tige des "de Langle de Beaumanoir" subsistants (en 2010) au Canada.

### Sources et bibliographie
- Alexandre de Couffon de Kerdellec, Recherches sur la chevalerie du duché de Bretagne, 1877-1878, 2 t., VIII-580 IX-569 p.,
- Jérôme Floury & Eric Lorant, Catalogue généalogique de la Noblesse bretonne, d'après la réformation de la noblesse 1668-1672 et les arrêts de l'Intendance du Conseil et du Parlement, 2000, III t.,
- Napoléon-Charles-Bihi de Bréhant, Supplément à la généalogie de la maison de Bréhant en Bretagne, imprimée en 1867, suivi d'un index général des noms propres, 1869,
- Maurice du Boishamon, Les Bédée et l'ascendance maternelle de Chateaubriand, 1936, 64 p., 1re éd.,
- Hervé Torchet, Réformation des fouages de 1426, diocèse ou évêché de Tréguier, 2003, 336 p., XLVI pl.,
- Frédéric Saulnier, La maison de Poix et la seigneurie de Fouesnel en Bretagne d'après des documents inédits, BMSAIV, 1881, t. XV, p. 205-315,
- Pierre Le Baud, Histoire de Bretagne, avec les chroniques des maisons de Vitré, et de Laval par Pierre Le Baud, chantre et chanoine de l'eglise collegiale de Nostre-Dame de Laval, tresorier de la Magdelene de Vitré, conseiller & aumosnier d'Anne de Bretagne reine de France. Ensemble quelques autres traictez servans à la mesme histoire. Et un recueil armorial contenant par ordre alphabetique les armes & blazons de plusieurs anciennes masions de Bretagne. Comme aussi le nombre des duchez, principautez, marquisats, & comtez de cette province. Le tout nouvellement mis en lumiere, tiré de la bibliotheque de monseigneur le marquis de Molac, & à luy dédié: par le sieur d'Hozier, gentil-homme ordinaire de la Maison du roy, & chevalier de l'ordre de sainct Michel, 1638, [36], 537, [3], 217, [33] p,
- Pierre Hollocou, "Justices royales en Cornouaille en 1532. La sénéchaussée de Gourin et ses juridictions seigneuriales (1532-1550)", BSAF, t. CXXXIII, 2004, p. 303-325,
- Dom Morice, Preuves de l'Histoire de Bretagne, I, 542,
- Napoléon-Charles-Bihi de BREHANT, Supplément à la généalogie de la maison de Bréhant en Bretagne, imprimée en 1867, suivi d'un index général des noms propres, 1869,
- Dom Morice, 1742-6, Supplément, t. III, p. 216
- Christian Martin, Beaumanoir, huit siècles d'histoire d'une baronnie, cercle culturel Rance Limon, 2002